# Incompreso (film 1966)
Incompreso - Vita col figlio è un film del 1966 diretto da Luigi Comencini, tratto dal romanzo omonimo di Florence Montgomery, presentato in concorso al Festival di Cannes 1967.

## Trama
John Duncombe, console britannico a Firenze, rimane vedovo con due figli: Andrea di 8 anni e Milo di 4. Cercando di far fronte alla situazione assume un'austera governante, che tratta da persona adulta il figlio maggiore e vezzeggia il più piccolo.
Andrea, che vorrebbe più di ogni cosa l'affetto e la vicinanza del padre, viene spinto dal suo atteggiamento a rinchiudersi in sé stesso, mentre sente vivissimo il dolore per la morte della mamma e coltiva l'affetto per lei con mille nascoste manifestazioni. Si abbandona alle monellerie tipiche della sua età, guadagnandosi una serie di rimproveri – tra cui quello per aver reagito con insensibilità alla morte della madre – che lo feriscono ancor di più; al contrario, il vivace Milo appare sempre come la vittima del fratello.
Dell'errato atteggiamento del console si accorge solo il fratello Will (un giorno trova perfino Andrea ubriaco), che lo invita a trattare con maggiore benevolenza il figlio maggiore. Duncombe allora porta Andrea con sé al lavoro e lo responsabilizza dettandogli alcune lettere importanti, promettendogli di condurlo con sé a Roma. Andrea è felice, tanto che la mattina della partenza si alza prima del padre per lavare l'automobile e fargli una sorpresa. Milo, però, è geloso, e dopo avere aiutato il fratello compie un'ennesima bravata inzuppandosi i vestiti d'acqua di proposito. Andrea raccomanda al fratellino di raccontare la verità sull'accaduto, ma al ritorno da scuola scopre che il padre ha dato a lui la colpa ed è partito da solo.
Per un'infiammazione alle tonsille, Milo viene ricoverato in clinica e operato. Nonostante Andrea cerchi di spiegare al padre quello che è successo, Duncombe testardamente continua a non credergli, ignorandolo. Questa ennesima incomprensione avvilisce ulteriormente Andrea: sempre più rinchiuso in sé stesso, torna alle sue ragazzate pericolose, salendo su di un tronco d'albero sopra un corso d'acqua. Il tronco si spezza in due, anche per l'arrivo di Milo, e Andrea cade rovinosamente in acqua. La caduta gli causa una lesione alla colonna vertebrale.
Disteso su un divano e molto pallido in volto, il bambino rivela al padre tutta la sua angoscia per la morte della mamma, e afferma di aver creduto che il padre non gli volesse bene. Solo allora il console capisce di aver sbagliato tutto: Duncombe, affranto, dimostra finalmente al figlio tutto il proprio affetto, e Andrea, confortato dalle tanto attese parole, muore tra le sue braccia, fissando il ritratto della madre appeso alla parete.

## Remake
Sono stati girati due remake: il film Incompreso - L'ultimo sole d'estate (1984) e una miniserie in due puntate Incompreso (2002) trasmessa da Canale 5.
Nel numero dell'estate 2025 Positif dedica una scheda al film nel dossier Remakes: L'éternel retour con un articolo di Marthe Statius. La critica scrive che Comencini osserva il personaggio del protagonista come se cercasse di comprenderlo e che in ogni caso l'ingegnosità e coraggio, sensibilità e grazia di costui suscitano ammirazione. Vengono fatte connessioni con altri film: I 400 colpi di Truffaut, La finestra sul Luna Park (sempre di Comencini), Gosses de Tokyo e il suo remake Bonjour di Ozu  e Infanzia, vocazione e prime esperienze di Giacomo Casanova, veneziano (ancora di Comencini).

## Riconoscimenti
- 1967 –  David di Donatello
  - Miglior regista a Luigi Comencini

- 1968 – Nastro d'argento
  - Migliore fotografia a colori a Armando Nannuzzi